# Лесько Острянин
Лесько Острянин (роки народження і смерті — невідомі) — український політик та військовий діяч доби гетьманування Івана Брюховецького. Полковник Стародубівського полку Гетьманщини (Війська Запорозького Городового, 1665—1667). 

## Життєпис
Готуючись до поїздки в Москву для підписання з московським союзником 1665 Московських статей, які згодом обмежили автономію Гетьманщини, гетьман Іван Брюховецький призначив свого прихильника Острянина полковником Стародубівського полку. 
Однак в Москву той не поїхав, залишившись для захисту Лівобережжя від ворогів на час відсутності гетьмана. 
Московська влада не забула про Леська Острянина. Вся українська делегація, в кількості 500 осіб, до складу якої входили представники генеральної старшини, полковництва і міщанства, прибула в Москву і була зустрінута з великими почестями. Всі делегати були щедро нагороджені. Сам гетьман отримав від московського уряду боярство і в спадкове володіння Шептаковську волость в Стародубському полку, а Стародубський полковник Острянин, незважаючи на свою відсутність у Москві, отримав дворянство і у вічне володіння село Яцьковичі (тепер в Стародубському районі Брянської області). 